# Трехви
Трехви (груз. თრეხვი) — село в Грузии, на территории Карельского муниципалитета края (мхаре) Шида-Картли.

## География
Село находится в центральной части Грузии, на правом берегу реки Мтакули (правый приток Куры), на расстоянии приблизительно 8 километров (по прямой) к югу от города Карели, административного центра муниципалитета. Абсолютная высота — 1041 метр над уровнем моря.

## Население
По результатам официальной переписи населения 2014 года постоянное население в Трехви отсутствовало.
| Год  | Население, человек |
| ---- | ------------------ |
| 2002 | 20                 |
| 2014 | ↘ 0                |